# Affracourt
Affracourt ist eine französische Gemeinde mit 114 Einwohnern (Stand: 1. Januar 2022) im Département Meurthe-et-Moselle in der Region Grand Est (vor 2016 Lothringen). Sie gehört zum Arrondissement Nancy und zum Kanton Meine au Saintois. Die Einwohner werden Affracurtiens genannt.

## Geografie
Affracourt im Norden der Landschaft Saintois liegt etwa 28 Kilometer südlich von Nancy am Fluss Madon, der die Gemeinde im Osten begrenzt.
Umgeben ist Affracourt von den Nachbargemeinden Gerbécourt-et-Haplemont im Norden, Haroué im Nordosten, Vaudeville im Osten, Xirocourt im Süden sowie Tantonville im Westen.

## Bevölkerungsentwicklung
| Jahr                       | 1962 | 1968 | 1975 | 1982 | 1990 | 1999 | 2006 | 2019 |
| Einwohner                  | 98   | 93   | 90   | 106  | 117  | 114  | 98   | 109  |
| Quellen: Cassini und INSEE |      |      |      |      |      |      |      |      |

## Sehenswürdigkeiten
- Kirche Sainte-Libaire aus dem 15. Jahrhundert

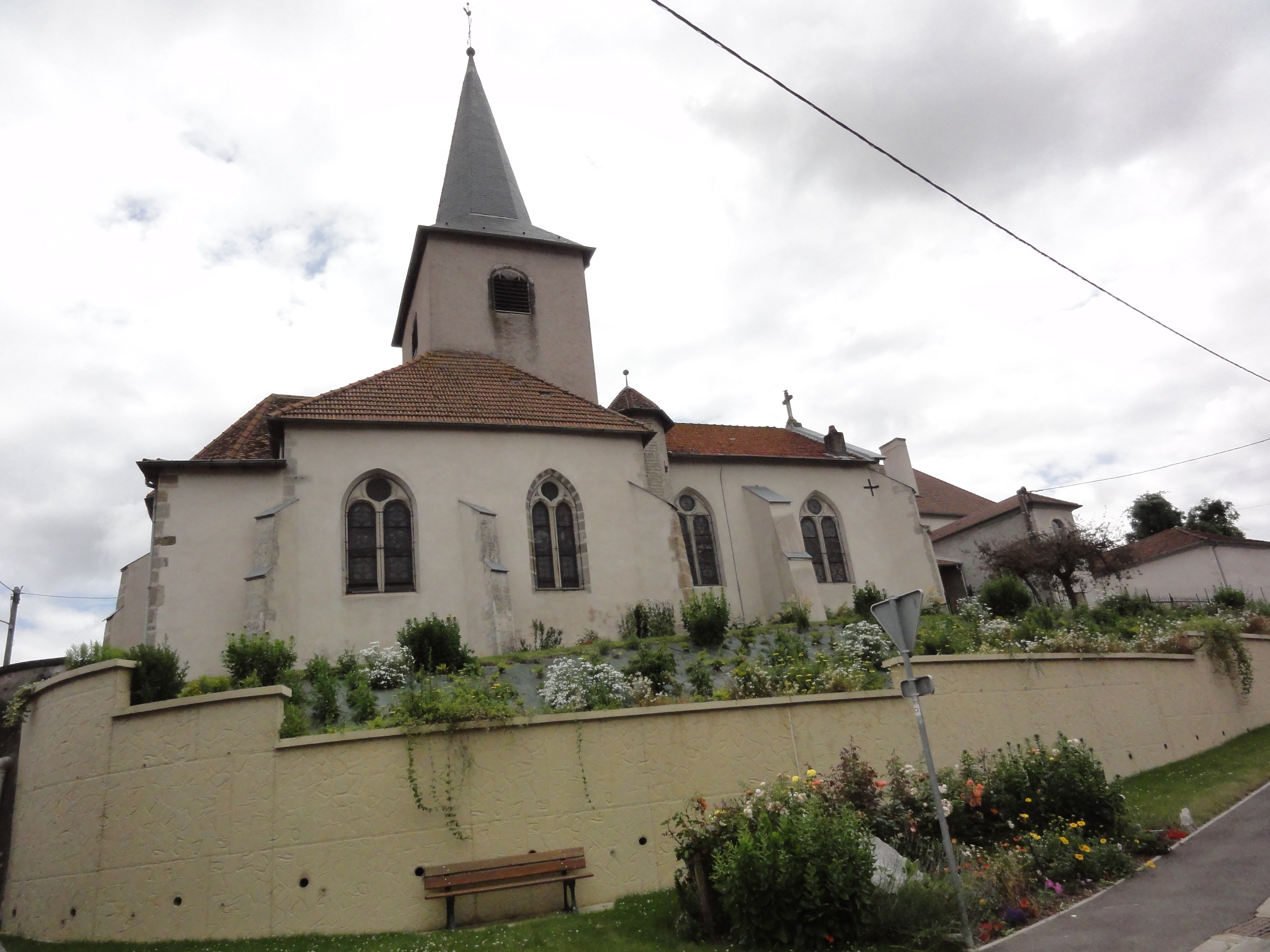
Kirche Sainte-Libaire

- Schloss aus dem 17. Jahrhundert